# Kang Hanul
Kang Hanul (hangul: 강하늘, RR: Kang Ha-neul; 1990. február 21.–) dél-koreai musicalszínész, színművész.

## Pályafutása
Pályafutását 16 évesen kezdte musicalszínészként, olyan darabokban játszott, mint a Carpe Diem, a Thrill Me, a Tavaszébredés vagy az Bérgyilkosok. Később televízió- és filmszerepeket is kapott, játszott például olyan sorozatokban mint a Monstar (2013), a Miszeng (Misaeng) (2014), vagy a The Heirs (2014). 2014-ben kapta első filmfőszerepét a Mourning Grave című alkotásban. 2015-ben az Empire of Lust és a Twenty című filmekben játszott. 2016-ban a Moon Lovers: Scarlet Heart Ryeo című kosztümös történelmi sorozatban szerepelt.

## Filmográfia

### Televíziós sorozatok
| Év        | Cím                                            | Szerep                                              | Csatorna |
| --------- | ---------------------------------------------- | --------------------------------------------------- | -------- |
| 2007      | My Mom! Super Mom!                             | Cshö Hun (Choi Hun)                                 | KBS2     |
| 2007-2012 | Hometown Over the Hill                         | Kim Dzsonghü (Kim Jong-hwi)                         | KBS1     |
| 2011      | Midnight Hospital                              | Jang Cshangszu (Yang Chang-su)                      | MBC      |
| 2012      | To the Beautiful You                           | Min Hjondzse (Min Hyeon-jae)                        | SBS      |
| 2013      | Monstar                                        | Csong Szonu (Jeong Seon-woo)                        | Mnet     |
| 2013      | Two Weeks                                      | Kim Szongdzsun (Kim Seong-jun) (cameo)              | MBC      |
| 2013      | Drama Festival: Unrest                         | Csungjong (Jun-kyeong)                              | MBC      |
| 2013      | The Heirs                                      | I Hjosin (Lee Hyo-shin)                             | SBS      |
| 2014      | Angel Eyes                                     | fiatal Pak Tongdzsu (Park Dong-ju)                  | SBS      |
| 2014      | Miszeng (Misaeng)                              | Csang Bekki (Jang Baek-gi)                          | tvN      |
| 2015      | Missing Noir M                                 | I Dzsongszu (Lee Jeong-su) (vendégszerep, 1-2 rész) | OCN      |
| 2016      | Moon Lovers: Scarlet Heart Ryeo                | Vang Uk (Wang Wook) herceg                          | SBS      |
| 2016      | Entourage                                      | cameo                                               | tvN      |
| 2019      | Camellia tündöklése (When the Camellia Blooms) | Hvang Jongsik (Hwang Yong-sik)                      | KBS2     |

### Filmek
| Év   | Cím                                                 | Szerep                            |
| ---- | --------------------------------------------------- | --------------------------------- |
| 2011 | Battlefield Heroes                                  | Jon Namszan (Yeon Namsan)         |
| 2011 | You're My Pet                                       | Jang Jongszu (Yang Young-soo)     |
| 2014 | Mourning Grave                                      | Inszu (In-su)                     |
| 2015 | C'est Si Bon                                        | Jun Hjongdzsu (Yoon Hyung-joo)    |
| 2015 | Empire of Lust                                      | Csin (Jin)                        |
| 2015 | Húsz (Twenty)                                       | Kjongdzse (Kyung-jae)             |
| 2015 | Egy költő portréja (Dongju: The Portrait of a Poet) | Jun Dongdzsu (Yun Dong-ju)        |
| 2016 | Engem Lájkolj! (Like for Likes)                     | I Szuho (Lee Soo-ho)              |
| 2017 | New Trial                                           | Hjonu (Hyun-woo)                  |
| 2017 | Midnight Runners                                    | Kang Hijol (Kang Hee-yeol)        |
| 2017 | Forgotten                                           | Csinszok (Jin-seok)               |
| 2018 | Heung-boo: The Revolutionist                        | Pak Tolpho (Park Dol-po ) (cameo) |
| 2018 | I Have a Date with Spring                           | I Güdong (Lee Gwi-dong)           |
| 2020 | Rain and Your Story                                 | Jongho (Youngho)                  |

## Színházi szerepei
| Év        | Cím                        | Szerep                          |
| --------- | -------------------------- | ------------------------------- |
| 2006      | The Celestial Watch        | Csang Jongsil (Jang Young-shil) |
| 2007      | Carpe Diem                 | I Il (Lee Il)                   |
| 2008      | La Vida                    | Hamlet                          |
| 2009      | Thrill Me                  | Richard Loeb                    |
| 2009      | Tavaszébredés              | Ernst                           |
| 2010      | Thrill Me                  | Nathan Leopold                  |
| 2011      | Prince Puzzle              | Kudong (Gu-dong)                |
| 2012      | Black Mary Poppins         | Herman                          |
| 2012      | Bérgyilkosok               | Lee Harvey Oswald/The Balladeer |
| 2013      | Black Mary Poppins         |                                 |
| 2015      | Harold és Maude            | Harold                          |
| 2018      | Shinheung Military Academy | Phaldo (Paldo)                  |
| 2019–2020 | Fantasy Tale               | Szerelembohóc                   |

## Diszkográfia
| Év   | Cím                                                       | Megjegyzés                                  |
| ---- | --------------------------------------------------------- | ------------------------------------------- |
| 2013 | Atlantis Princess                                         | Monstar OST                                 |
| 2013 | Don't Make Me Cry                                         | Monstar OST                                 |
| 2013 | Only That Is My World / March                             | Monstar OST                                 |
| 2014 | Three Things I Have Left (Acoustic version)               | Angel Eyes OST                              |
| 2015 | When The Saints Go Marching In                            | C'est si bon OST                            |
| 2015 | Csogekkopcsil mokko (조개껍질 묶어, Jogaekkeobjil mokkeo) | C'est si bon OST                            |
| 2015 | Pegilmong (백일몽, Baegilmong)                            | C'est si bon OST                            |
| 2015 | Szaranghanun maum (사랑하는 마음, Saranghaneun maeum)     | C'est si bon OST                            |
| 2015 | Hajan szonszugon (하얀 손수건, Hayan sonsugeon)           | C'est si bon OST                            |
| 2015 | You mean everything to me                                 | kiadatlan dalok a C'est si bon című filmből |
| 2015 | My Bonnie Lies Over The Ocean                             | kiadatlan dalok a C'est si bon című filmből |
| 2016 | Self-portrait                                             | Egy költő portréja OST                      |
| 2016 | Csohahedzsvo (좋아해줘, Johahaejwo)                       | Engem lájkolj! OST                          |
| 2018 | Piece of the Sky                                          | Shinheung Military Academy                  |
| 2018 | What Is This?                                             | Shinheung Military Academy                  |
| 2018 | Farewell                                                  | Shinheung Military Academy                  |

## Díjai és elismerései
| Év   | Díj                                         | Kategória                                     | Jelölés                         | Eredmény |
| ---- | ------------------------------------------- | --------------------------------------------- | ------------------------------- | -------- |
| 2014 | 16. Seoul International Youth Film Festival | Legjobb fiatal színész                        | The Heirs, Angel Eyes           | Jelölve  |
| 2014 | SBS Drama Awards                            | Új sztár                                      | Angel Eyes                      | Elnyerte |
| 2015 | 9. Cable TV Broadcasting Awards             | Star Award - Actor                            | Miszeng (Misaeng)               | Elnyerte |
| 2015 | 51. Paeksang Arts Awards                    | Legjobb új színész (film)                     | Twenty                          | Jelölve  |
| 2015 | Korean Film Actors' Guild Awards            | Legjobb új színész                            | Twenty                          | Elnyerte |
| 2015 | 15. Korea World Youth Film Festival         | Kedvenc új színész                            | Twenty                          | Elnyerte |
| 2015 | 52. Grand Bell Awards                       | Legjobb új színész                            | Twenty                          | Jelölve  |
| 2015 | 36. Blue Dragon Film Awards                 | Legjobb új színész                            | Twenty                          | Jelölve  |
| 2015 | 4. APAN Star Awards                         | Legjobb új színész                            | Miszeng (Misaeng)               | Jelölve  |
| 2016 | 21. Chunsa Film Art Awards                  | Legjobb új színész                            | Húsz                            | Elnyerte |
| 2016 | 52. Paeksang Arts Awards                    | Kedvenc filmszínész                           | Egy költő portréja              | Jelölve  |
| 2016 | 8. MTN Broadcast Advertisement Festival     | CF Star Award                                 |                                 | Elnyerte |
| 2016 | 25. Buil Film Awards                        | Legjobb színész                               | Egy költő portréja              | Jelölve  |
| 2016 | 1. tvN10 Awards                             | Jelenetrabló                                  | Misaeng: Incomplete Life        | Jelölve  |
| 2016 | 1. Asia Artist Awards                       | Legnagyobb sztár-díj                          | Moon Lovers: Scarlet Heart Ryeo | Jelölve  |
| 2016 | 6. CINE ICON: KT&G Sangsangmadan Exhibition | CINE ICON                                     | Egy költő portréja              | Elnyerte |
| 2016 | SBS Drama Awards                            | Kiválóság-díj, színész fantasysorozatban      | Moon Lovers: Scarlet Heart Ryeo | Elnyerte |
| 2017 | 4. Wildflower Film Awards                   | Legjobb színész                               | Egy költő portréja              | Jelölve  |
| 2017 | 53. Paeksang Arts Awards                    | Kedvenc filmszínész                           | New Trial                       | Jelölve  |
| 2018 | 7. Yegreen Musical Award                    | Legjobb musicalszínész                        | Shinheung Military Academy      | Jelölve  |
| 2019 | 18. Korea First Brand Awards                | Legjobb színész                               | Camellia tündöklése             | Elnyerte |
| 2019 | KBS Drama Awards                            | Legnagyobb kiválóság-díj, színész             | Camellia tündöklése             | Elnyerte |
| 2019 | KBS Drama Awards                            | Kiválóság díj, színész középhosszú sorozatban | Camellia tündöklése             | Jelölve  |
| 2019 | KBS Drama Awards                            | Internetezők díja                             | Camellia tündöklése             | Elnyerte |
| 2019 | KBS Drama Awards                            | Legjobb páros Kong Hjodzsin (Gong Hyo-jin)nal | Camellia tündöklése             | Elnyerte |
| 2020 | 56. Paeksang Arts Awards                    | Legjobb televíziós színész                    | Camellia tündöklése             | Elnyerte |